# أحداث الاصطدام على كوكب المشتري

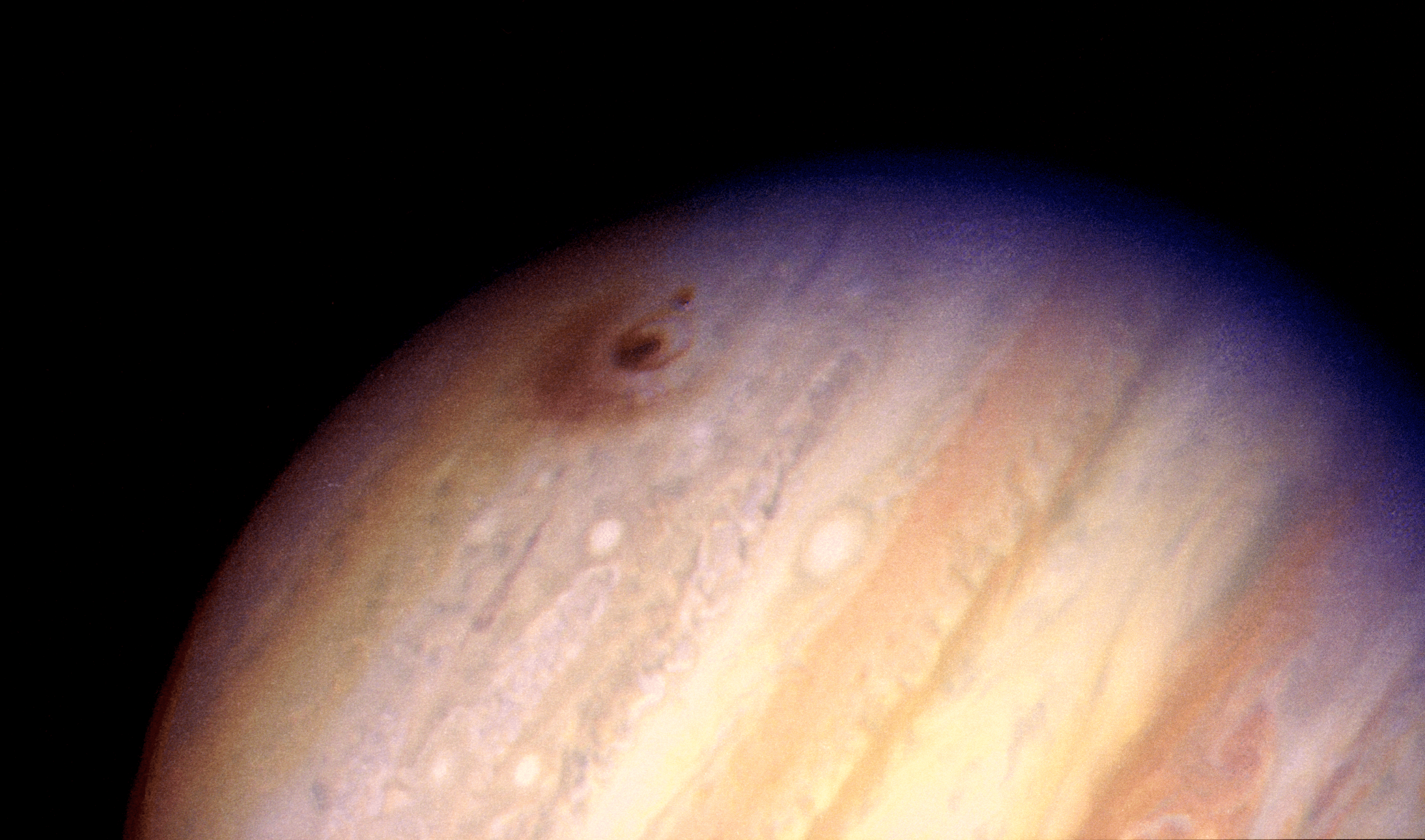
صورة توضح الأثر الداكن الناتج عن اصطدام الجزء "G" من مذنب شوماخر–ليفي 9 بالغلاف الجوي لكوكب المشتري في يوليو 1994. يُلاحظ موقع الأثر قرب حافة قرص الكوكب، وهو ناتج عن تسخين طبقات الجو العليا وانبعاث المواد الداكنة من عمق الغلاف الجوي عقب الاصطدام. مثلت هذه الحادثة أول فرصة مباشرة لدراسة تأثير جرم سماوي على كوكب عملاق في الزمن الحديث.

في العصر الحديث، تم رصد العديد من أحداث الاصطدام على كوكب المشتري (Impact events on Jupiter)، بأجرام سماوية مثل الكويكبات والمذنبات، بفعل كتلته الهائلة وجاذبيته القوية التي تمكّنه من جذب الأجسام المارّة بالقرب منه أو من أسرها في مدارات غير مستقرة. يُعد كوكب المشتري بذلك أكثر كواكب النظام الشمسي عرضة لمثل هذه الاصطدامات، وهو ما أكسبه لقب «المكنسة الكونية» (cosmic vacuum cleaner) أو «حاجز المشتري» (Jupiter barrier)، لما يؤديه من دور وقائي في حماية الكواكب الداخلية، ولا سيما الأرض، من كثير من الأجسام الخطرة.
تُظهر النماذج والدراسات الديناميكية أن وجود المشتري يؤثر بعمق في سلوك الأجسام الصغيرة داخل النظام الشمسي، حيث يُقلل من معدل اصطدام الأرض بالمذنبات القادمة من سحابة أورت، ويزيد في المقابل من تكرار التصادمات الناتجة عن كويكبات ومذنبات قصيرة الدورة. وتشير التقديرات الحديثة إلى حدوث ما بين 10 و65 اصطدامًا سنويًا لجسيمات صغيرة (قطرها بين 5 و20 مترًا)، بينما تقع الاصطدامات الأكبر، التي تخلّف آثارًا مرئية تدوم لأسابيع، بمعدلات تتراوح بين مرة كل 2 إلى 12 سنة، وقد تصل إلى مرة كل 350 سنة في حال الأجسام الأكبر قطرًا (0.5–1 كم).
ورغم أن اصطدام المذنب شوميكار-ليفي 9 بكوكب المشتري عام 1994 يُعد أول اصطدام يُرصد مباشرة في تاريخ الفلك الحديث، وهو أيضًا الأبرز بين تلك الحوادث في العصر الحديث، فإن سجل الاصطدامات على كوكب المشتري يمتد إلى ما هو أبعد من ذلك. فقد وثقت أرصاد سابقة ومتابعات لاحقة باستخدام تلسكوبات أرضية وفضائية، مثل مرصد هابل الفضائي ومرصد كيك، عددًا من هذه الأحداث التي ساهمت في تعميق فهمنا لديناميكيات الأجسام الصغيرة في النظام الشمسي.

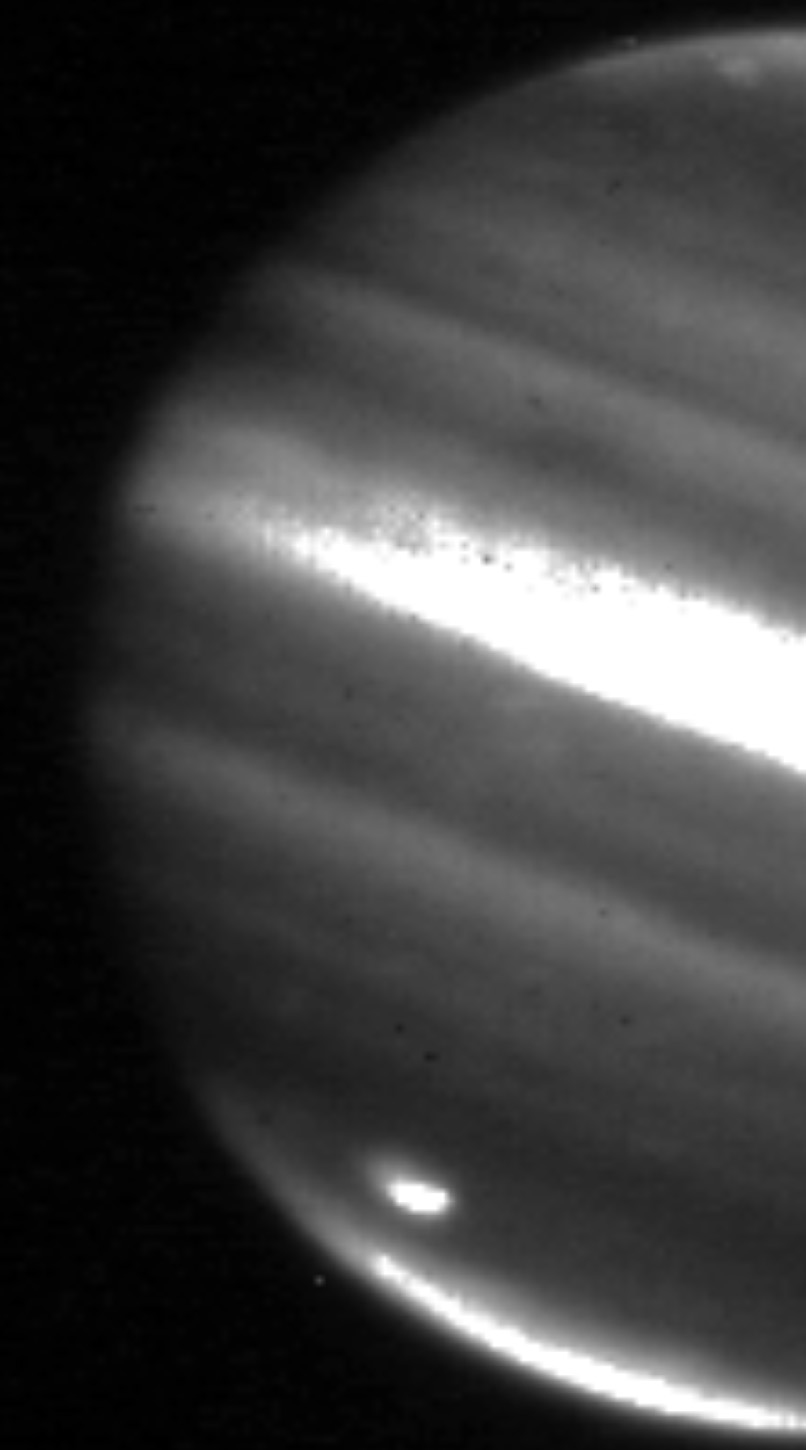
صورة للعلامة (الظاهرة في الأسفل كبيضاوي مضيء) التي خلفها اصطدام مذنب أو كويكب بكوكب المشتري في يوليو 2009. التُقطت الصورة باستخدام مرصد ناسا للأشعة تحت الحمراء، بطول موجي يبلغ 1.65 ميكرومتر.

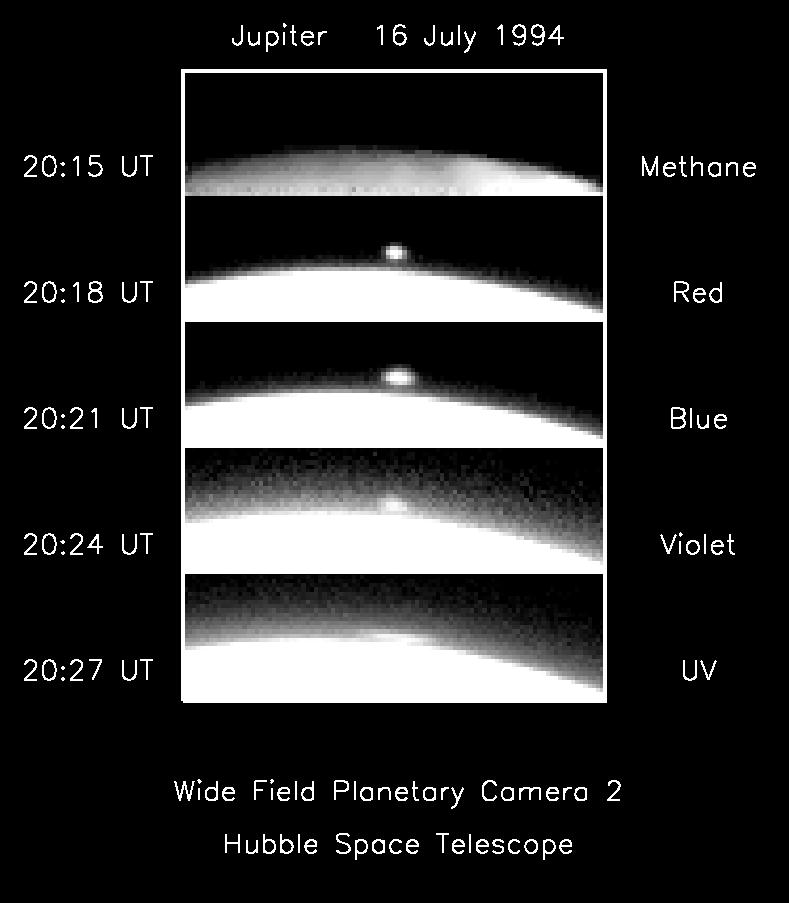
صور تلسكوب هابل النارية لانفجار ناري من الاصطدام الأول يظهر فوق حافة كوكب المشتري

## الأحداث البارزة

رسم متحرك لمدار المذنب شوماخر–ليفي 9 حول كوكب المشتري
المشتري•
الشظية A•
الشظية D•
الشظية G•
الشظية N•
الشظية W

تسلسل زمني من الصور الملتقطة بواسطة فوياجر 1 خلال اقترابه من المشتري، يُظهر حركة الأحزمة الجوية والدوران حول البقعة الحمراء العظمى. صُوِّرت اللقطات على مدى 32 يومًا، بمعدل صورة واحدة كل 10 ساعات (أي يوم جوفي واحد). لمشاهدة الفيديو الكامل.

| الحدث              | التاريخ (بالتوقيت العالمي) | الحجم التقريبي (متر) | خط العرض (°)      | خط الطول (°) | المكتشف / الجهة الراصدة                  |
| ------------------ | -------------------------- | -------------------- | ----------------- | ------------ | ---------------------------------------- |
| اصطدام نوفمبر 2023 | 15 نوفمبر 2023، 12:41      | ؟                    | ؟                 | ؟            | كونهيكو سوزوكي                           |
| اصطدام أغسطس 2023  | 28 أغسطس 2023، 16:45       | ؟                    | +45               | 128          | مشروع OASES وPONCOTS                     |
| اصطدام أكتوبر 2021 | 15 أكتوبر 2021، 13:24      | ؟                    | +20               | 201          | كو أريمتسو وفريقه                        |
| اصطدام سبتمبر 2021 | 13 سبتمبر 2021، 22:39:30   | ؟                    | −5.5              | 105.7        | خوسيه لويس بيريرا                        |
| اصطدام أبريل 2020  | 10 أبريل 2020              | 1–4                  | ؟                 | ؟            | فريق مركبة جونو الفضائية                 |
| اصطدام أغسطس 2019  | 7 أغسطس 2019، 04:07        | ؟                    | ؟                 | ؟            | إيثان تشابل                              |
| اصطدام مايو 2017   | 26 مايو 2017، 19:25        | 12                   | +51               | ؟            | سوفور بدرنغيلو                           |
| اصطدام مارس 2016   | 17 مارس 2016، 00:18:33     | 15                   | ؟                 | ؟            | جون مكوين                                |
| اصطدام سبتمبر 2012 | 10 سبتمبر 2012، 11:35:00   | 30                   | +2                | 345          | دان بيترسن                               |
| اصطدام أغسطس 2010  | 20 أغسطس 2010، 18:22:12    | 10                   | +11               | ؟            | ماسايوكي تاتشيكاوا وكازوو آوكي           |
| اصطدام يونيو 2010  | 3 يونيو 2010، 20:31:20     | 13                   | ؟                 | ؟            | أنتوني ويسلي                             |
| اصطدام يوليو 2009  | 19 يوليو 2009، 13:30       | 200–500              | −57               | 55           | أنتوني ويسلي                             |
| مذنب شوماخر–ليفي 9 | 16–22 يوليو 1994           | ~1800                | متغيّر حسب الشظايا | متغيّر        | كارولين شوماخر ويوجين شوماخر وديفيد ليفي |
| اصطدام مارس 1979   | 5 مارس 1979، 17:45:24      | ؟                    | ؟                 | ؟            | فريق فوياجر 1                            |

### اصطدام شوماخر–ليفي 9 (1994)
في الفترة من 16 إلى 22 يوليو 1994، اصطدمت مجموعة من الشظايا المنفصلة لمذنب شوماخر–ليفي 9 (D/1993 F2) بغلاف المشتري الجوي، في أول حدث اصطدام مؤكد لمذنب تم رصده مباشرة في عصر الفلك الحديث. تمكّن فلكيون ومحطات فضائية مثل هابل، ومعمل غاليلو، وروسات، وفوييجر 2 من رصد هذه الاصطدامات التي تم التنبؤ بها مسبقًا، رغم أن الجانب المواجه للأرض كان مخفيًا، إلا أن دوران المشتري كشف المواقع خلال دقائق.
أطلقت شظايا كبيرة مثل “G” طاقة هائلة تجاوزت عدة ملايين من ملايين أطنان تي إن تي، محدثة سحابة نارية بقمة بلغت نحو 24,000 كلفن وانتشرت إلى ارتفاع يقارب 3000 كم. تشكّلت آثار دودية مظلمة ضخمة بأقطار تَراوح بين عدة آلاف إلى أكثر من 12,000 كم، بقيت ملحوظة لأشهر متتالية.
تبع ذلك اكتشاف موجات جيبية أرضيةٍ وانتشار شفقٍ حول مواقع الاصطدام، إلى جانب زيادة في الإشعاعات الراديوية نتيجة إدخال إلكترونات نسبية إلى المجال المغناطيسي للمشتري.
كان هذا الحدث محطة مهمة في تطوير فهمنا للتصادمات الكوكبية، ودفع نحو الاهتمام بتقنيات الدفاع الكوكبي ضد الأجسام القريبة من الأرض.

### اصطدام يوليو 2009
في 19 يوليو 2009، رصد الفلكي الهاوي أنتوني ويسلي ظهور بقعة داكنة جديدة في النصف الجنوبي من كوكب المشتري، تعادل تقريبًا مساحة كوكب الأرض. أظهرت تحليلات الأشعة تحت الحمراء أن المنطقة المصابة كانت أكثر دفئًا من المناطق المحيطة، كما كشفت التحاليل الطيفية عن وجود تركّز غير طبيعي للأمونيا، مما يشير إلى اضطراب عميق في الغلاف الجوي العلوي للكوكب.
تشير التقديرات إلى أن الجسم المرتطم كان على الأرجح كويكبًا جليديًا أو صخريًا، يتراوح قطره بين 200 و500 متر. وقد خلّف منطقة حطام يبلغ طولها حوالي 8,000 كيلومتر، ظهرت في الصور ضمن النطاق المرئي وفي نطاقات امتصاص الميثان. استمرت آثار الاصطدام مرئية لعدة أشهر باستخدام تلسكوبات الهواة، ولا تقل عن ستة أشهر في الرصدات الاحترافية.
وقد وثّق تلسكوب هابل الفضائي هذه الظاهرة بالتفصيل في 23 يوليو 2009، ضمن برنامج رصد طارئ خُصّص لهذا الحدث.

### اصطداما 2010

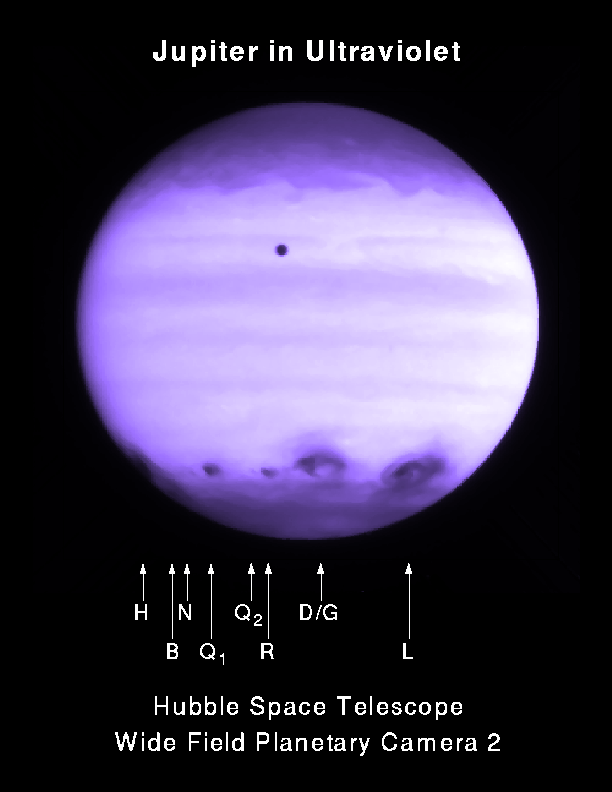
صورة تلسكوب هابل الفضائي في 21 يوليو 1994 تظهر تأثير شظية "R" من مذنب شوماخر-ليفي 9 على الغلاف الجوي لكوكب المشتري بالأشعة فوق البنفسجية، مع ظهور العلامات الداكنة الناتجة عن الاصطدامات.

في 3 يونيو 2010، رصد الفلكي الهاوي أنتوني ويسلي ومراقبون آخرون ومضًا ضوئيًا على كوكب المشتري، ناتجًا عن اصطدام جسم صغير بالغلاف الجوي للكوكب. قُدّر حجم الجسم بين 8 و13 مترًا، وكان الاصطدام مرئيًا لفترة قصيرة جدًا. وثّق الفلكي الفلبيني كريستوفر غو الحادثة في تسجيل مرئي مستقل.
في 20 أغسطس 2010، سجّل هواة الفلك اليابانيون ماسايوكي تاتشيكاوا وكازوو آوكي ومراقبون آخرون ومضة جديدة على سطح المشتري. لم تُسجل أي آثار حطام مرئية بعد الاصطدام، مما يشير إلى أن الجسم الصادم كان صغيرًا جدًا أو تبخّر بالكامل في الغلاف الجوي.

### اصطدام 2012
في 10 سبتمبر 2012، لاحظ الفلكي الهاوي دان بيترسن ومضة قصيرة على قرص المشتري استمرت نحو ثانية إلى ثانيتين. تزامن ذلك مع تسجيل فيديو التقطه الهاوي جورج هال بكاميرا ويب، وثّق فيه الحدث بدقة. قدّر موقع الاصطدام عند خط عرض 2° وخط طول 345°.
تشير تقديرات العلماء إلى أن الجسم المسبب للومضة كان نيزكًا صغيرًا يقل قطره عن 10 أمتار. يُعتقد أن اصطدامات من هذا النوع تقع على المشتري عدة مرات سنويًا، لكنها نادرًا ما ترصد مباشرة.

### اصطداما 2016 و2017
في 17 مارس 2016، سجّل الفلكي النمساوي غيريت كيرنباور ومضة ضوئية على حافة قرص المشتري باستخدام تلسكوب 20 سم، وأكّد الهاوي جون مكوين الحدث من تسجيل مستقل. قدّر حجم الجسم الصادم بين 7 و19 مترًا.
في 26 مايو 2017، رصد الهاوي الفرنسي سوفور بدرنغيلو ومضًا جديدًا، أكّده فلكيون ألمان، وتشير التقديرات إلى أن الجسم المسبب تراوح قطره بين 4 و10 أمتار.

### اصطدام أبريل 2020
في 10 أبريل 2020، رصدت مركبة جونو التابعة لوكالة ناسا ومضة ضوئية في الغلاف الجوي للمشتري، ناتجة عن نيزك يُقدّر قطره بين 1 و4 أمتار. يُعدّ هذا أول رصد مباشر لاصطدام من هذا النوع بواسطة جونو.
أشارت التحليلات إلى أن المشتري قد يشهد ما يصل إلى 24,000 اصطدام سنويًا لأجسام بهذا الحجم — أي نحو 2.7 اصطدام في الساعة.

### اصطداما 2021
في 13 سبتمبر 2021، لاحظ الفلكي البرازيلي خوسيه لويس بيريرا ومضة ضوئية استمرت قرابة ثانيتين، فُسّرت لاحقًا على أنها ناتجة عن اصطدام جرم سماوي صغير يُقدّر قطره بنحو 100 متر. لم تترك الحادثة أي أثر مرئي دائم على الغلاف الجوي.
بعد شهر، في 15 أكتوبر 2021، رصد فريق بقيادة كو أريمتسو من جامعة كيوتو ومضة جديدة على قرص المشتري باستخدام منظومة PONCOTS ضمن مشروع OASES. تشير النتائج إلى أن الاصطدام نتج عن جرم صخري صغير، لم يُسفر عن حطام ظاهر.

### اصطدام أغسطس 2023
في 28 أغسطس 2023، سجّل مرصدو مشروع OASES الياباني ومشروع PONCOTS ومضًا ساطعًا على قرص المشتري، رُجّح أنه ناتج عن اصطدام كويكب صغير بالكوكب. وقد سُجّل الحدث بالفيديو من قبل الفلكيين الهواة، ولم يُرصَد أي حطام ظاهر لاحقًا.

### اصطدام نوفمبر 2023

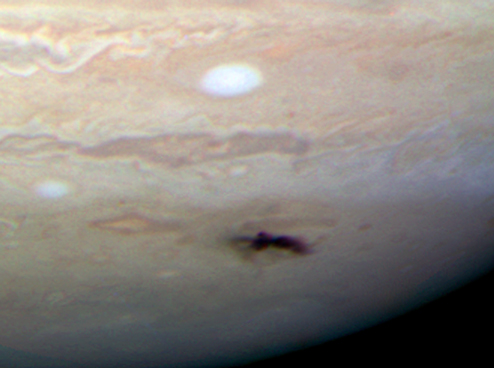
صورة لتلسكوب هابل تُظهر الندبة الناتجة عن اصطدام 2009 بكوكب المشتري، التُقطت في 23 يوليو 2009، ويَبلغ طول البقعة نحو 8000 كيلومتر (5000 ميل)

في 15 نوفمبر 2023، أبلغ الفلكي الياباني كونهيكو سوزوكي عن رصد ومضة ضوئية مفاجئة على سطح المشتري، وُثّقت عبر المراقبة المباشرة بتلسكوب متوسط الحجم. لم تتوفر معلومات دقيقة حول موقع الاصطدام أو حجم الجسم الصادم، غير أن التسجيل المرئي أكّد أنه ناتج عن جرم خارجي اخترق الغلاف الجوي.
وعلى الرغم من العديد من الاصطدامات التي تعرض لها كوكب المشتري إلا أن حدث تصادم مذنب شوماخر–ليفي 9 عام 1994 يظل الأبرز والأكثر أهمية في تاريخ الرصد الفلكي. فقد قدم هذا الحدث فرصة فريدة لدراسة تأثير اصطدام جرم سماوي كبير على غلاف المشتري الجوي، حيث تم رصد عدة كتل نيزكية عملاقة اصطدمت بالكوكب متسببة في ظهور بقع مظلمة ضخمة على سحب المشتري استمرت لأسابيع. وقد ساهم هذا الحدث في تعزيز فهمنا لعمليات التصادم وديناميات الغلاف الجوي للكواكب الغازية.

## الظواهر المصاحبة للاصطدامات

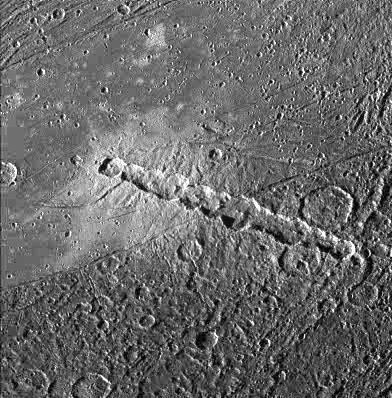
سلسلة من الفوهات الناتجة عن الاصطدامات على جانيميد، أكبر أقمار المشتري

تتسم الظواهر الفيزيائية الناتجة عن اصطدام جرم سماوي بكوكب غازي كالمشتري بكونها عابرة ومؤقتة في معظم الحالات، وتعتمد طبيعتها على حجم الجسم المصطدِم وتركيبه الكيميائي.
الأجرام الصغيرة:
عند اصطدام نيازك صغيرة بالغلاف العلوي للمشتري، يُلاحظ وميض ناتج عن احتراقها عند دخولها، دون أن يُسجَّل أي تأثير واضح على الغيوم سواء فور الاصطدام أو خلال الدورات التالية للكوكب. وتشبه هذه الظواهر ما يُعرف بـ«الكرات النارية» في الغلاف الجوي للأرض.
الأجرام الكبيرة (> 100 متر):
عندما يزيد قطر الجسم المصطدم عن 100 متر، وتحديدًا إذا اخترق الطبقة السحابية الظاهرة، تزداد تعقيدات الظواهر. تُحوَّل معظم الطاقة الحركية إلى حرارة، فترتفع درجة حرارة الغلاف الجوي محليًا، ويصدر وميض ضوئي شديد. يندفع الغاز الجوي المتأثر نحو الأعلى مشكِّلًا عمودًا (plume) قد يصل إلى ارتفاع 1000 كيلومتر خلال ثوانٍ معدودة، مع درجات حرارة تقارب 1000 كلفن لجسم بقطر 2 كيلومتر.
وعند توقف التمدد، يبدأ العمود بالانهيار والارتطام مجددًا بالغلاف الجوي، ما يُولد حرارة إضافية. وقد لوحظ هذا النمط بوضوح خلال اصطدام شظايا المذنب شوماخر–ليفي 9.
هذا التفاعل يؤدي أيضًا إلى صعود مواد من الطبقات العميقة للكوكب إلى الغلاف الأعلى، مثل الأمونيا وثاني كبريتيد الكربون، والتي استمر وجودها في طبقات الجو العليا لأكثر من 14 شهرًا بعد اصطدامات SL9.
الآثار الثانوية:
قد تولد الاصطدامات موجات زلزالية تسري عبر الكوكب بسرعات تصل إلى 450 م/ث، وقد سُجلت بعد أحد اصطدامات SL9 لأكثر من ساعتين. كما رُصدت ظواهر شفقية (aurorae) في مناطق الاصطدام والمناطق المقابلة لها مغناطيسيًا، نتيجة ترسب المواد المقذوفة وتفاعلها مع المجال المغناطيسي للكوكب.
لوحظ أيضًا ارتفاع في انبعاثات الراديو من المشتري، يُعتقد أنه نتيجة إدخال إلكترونات نسبوية إلى غلافه المغناطيسي بعد الاصطدام.
البقع المظلمة:
يتشكل موقع الاصطدام على شكل بقعة شديدة السواد في الضوء المرئي والأشعة فوق البنفسجية، بينما تظهر لامعة في الأشعة تحت الحمراء. يُعتقد أن حجم هذه البقع يرتبط بكمية المادة المقذوفة. وفي حالة شظايا شوماخر–ليفي 9، خاصة الشظية G، كانت البقعة واسعة بما يكفي لتفوق البنى المعتادة في الغلاف الجوي الجوفي. غالبًا ما تتخذ البقعة شكل قطع ناقص في المركز يمثل موقع الانفجار، يحيط بها نصف حلقة سميكة في الاتجاه المعاكس لمسار الاصطدام، تمثل المادة المطرودة.
البقع الصغيرة تتلاشى خلال أيام أو أسابيع، أما البقع الكبرى فتبقى لأشهر، رغم تشوهها التدريجي. وفي حال الاصطدامات المتعددة، قد يتشكل "حزام اصطدامي" يمتد موازيًا لدائرة العرض التي وقعت فيها الاصطدامات. وفي عام 1994، لم تتشكل هذه البقع من اندماج موضعي، بل ظهرت لاحقًا خلال تلاشي الآثار واستمرت حتى منتصف عام 1995 تقريبًا.

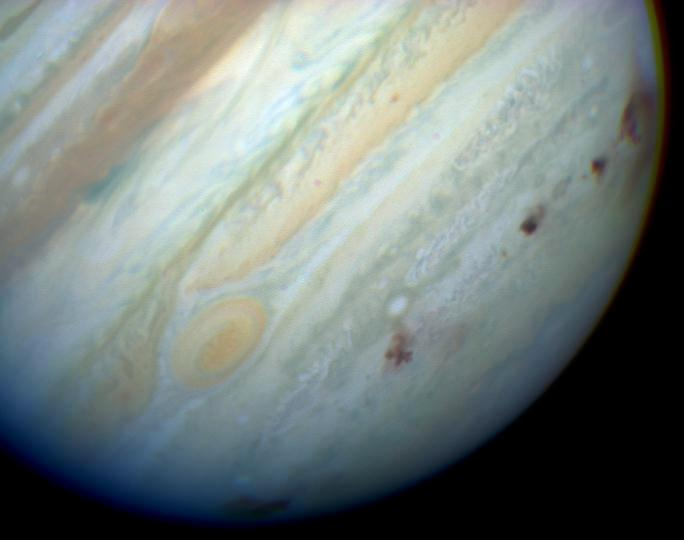
ثماني بقع مظلمة ناتجة عن اصطدامات شظايا مذنب شوماخر–ليفي 9 عام 1994، التُقطت بواسطة تلسكوب هابل.

## تحليل طبيعة الأجسام المصطدمة

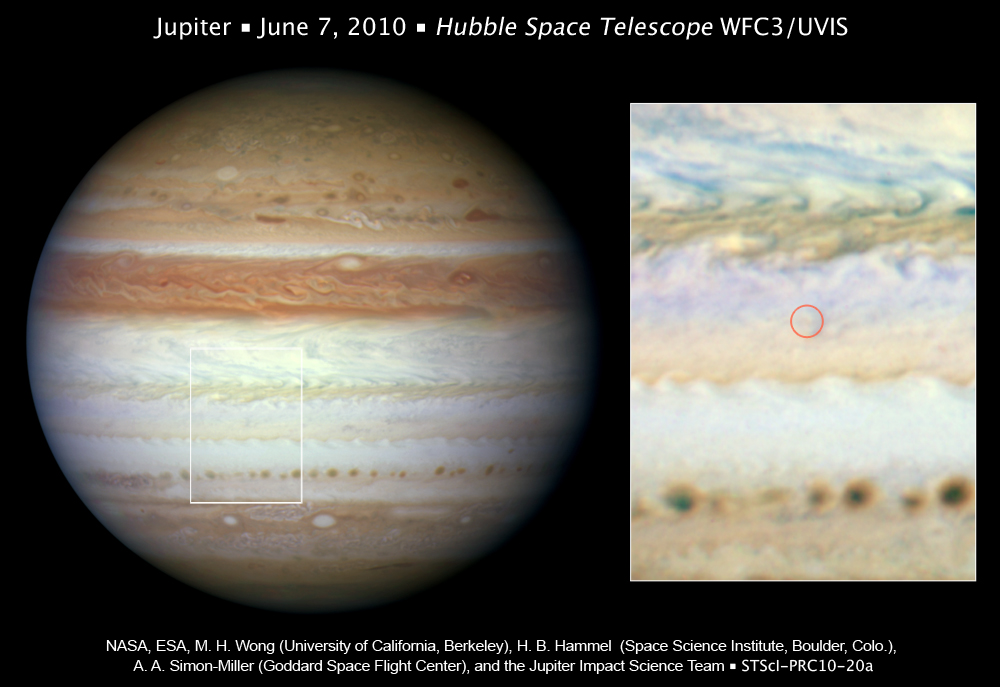
رصدات أُجريت بواسطة تلسكوب هابل الفضائي التابع لوكالة ناسا، بتاريخ 7 يونيو 2010.

باستثناء حادثة اصطدام مذنب شوماخر–ليفي 9 عام 1994، لم يُرصد أي من الأجسام المصطدمة بالمشتري بشكل مباشر قبل وقوع الاصطدام. ولذلك، يُعتمد في معظم الحالات على تحليل التأثيرات التي تخلّفها هذه الاصطدامات في الغلاف الجوي للكوكب بهدف تقدير طبيعة الجسم المصطدم. ومن أبرز الوسائل المستخدمة في هذا المجال التحليل الطيفي لبقايا الاصطدام، والذي يتيح التمييز بين المذنبات والكويكبات؛ إذ تُظهر المذنبات عادةً نسبًا عالية من بخار الماء ومحتوىً منخفضًا من السيليكون، على خلاف الكويكبات. 
كما يمكن استنتاج أبعاد الجسم المصطدم عبر دراسة عمق الاضطراب الجوي الناتج عن الاصطدام، ومدة استمراره. وتُعد هذه البيانات ذات قيمة علمية كبيرة لتطوير النماذج العددية الخاصة بتوزيع الكويكبات والمذنبات في محيط مدار المشتري. فقد أسهمت، على سبيل المثال، نتائج رصد اصطدام 2009 في تعديل التقديرات السابقة المتعلقة بعدد الكويكبات التي تقطع مدار المشتري، مشيرة إلى أن أعدادها قد تكون أكبر مما كان يُعتقد سابقًا. 
ومع ذلك، لا تزال هناك تحديات في التحديد الدقيق لطبيعة الأجسام المصطدمة، ويرجع ذلك جزئيًا إلى محدودية معرفتنا ببنية النوى المذنّبية، وهو ما قد يؤدي إلى تفسيرات غير دقيقة لبعض الخصائص المرصودة.

## تكرار الاصطدامات على كوكب المشتري
يشير تكرار الاصطدامات إلى متوسط الفترة الزمنية بين وقوع اصطدامين متتاليين على كوكب المشتري. كانت التقديرات القديمة تشير إلى أن مذنبًا بحجم يزيد عن كيلومتر واحد قد يصطدم بالمشتري مرة كل 500 إلى 1000 سنة. غير أن هذا الفهم تغيّر بعد حادثة اصطدام مذنب شوماخر–ليفي 9 عام 1994، إذ أظهرت الدراسات اللاحقة أن تكرار الاصطدامات قد يكون أعلى بكثير، يتراوح بين 50 و350 سنة للأجسام التي يتراوح حجمها بين 0.5 و1 كيلومتر.
كما أشارت أبحاث أحدث إلى أن الاصطدامات الصغيرة قد تحدث بوتيرة أسرع، ربما بمعدل كل 10 سنوات، وخصوصًا المرتبطة بالكويكبات قصيرة الفترة. مع ذلك، لا تزال هناك صعوبة في تحديد التوزيع الدقيق للأجسام الصغيرة في النظام الشمسي الخارجي، مما يحد من دقة هذه التقديرات.
تُظهر التقديرات أن كوكب المشتري يتعرض سنويًا بين 10 و65 اصطدامًا بأجسام قطرها يتراوح بين 5 و20 مترًا، في حين تحدث الاصطدامات الأكبر حجمًا مرة كل عدة سنوات أو عقود. ويسهم هواة الفلك من خلال مشاريع رصد مثل "ديتيكت" (DeTeCt) في فرنسا و"فايند فلاش" (Find Flash) في اليابان، بشكل فعّال في رصد هذه الاصطدامات وتوثيقها.
وبناءً على بيانات من مركبة جونو الفضائية، يُقدّر عدد الاصطدامات الصغيرة على المشتري بحوالي 24,000 حادثة سنويًا، أي ما يعادل نحو 2.7 اصطدام في الساعة، مما يعكس الدور الحيوي للمشتري في استقبال وتأثير الأجسام النيزكية ضمن النظام الشمسي.

## حملات الرصد

إسقاط رأسي لموقعي اصطدام الشظيتين "D" و"G" من مذنب شوماخر–ليفي 9 بكوكب المشتري في يوليو 1994، كما التُقطت بواسطة تلسكوب هابل الفضائي. يُظهر الشكل الكبير إلى اليمين ندبة الشظية "G"، التي تسببت في قذف مواد عالية في ستراتوسفير المشتري، مكوّنة هالة قاتمة يُحتمل أن تكون من جسيمات الكبريت. الحلقة الداخلية قد تمثل موجة صوتية ناشئة من الانفجار. الصورة مركبة لونية من ثلاث تعريضات باستخدام كاميرا WFPC.

تتيح مراقبة أحداث الاصطدامات على كوكب المشتري استخلاص معلومات حول تركيب المذنبات والكويكبات، بالإضافة إلى دراسة الطبقات العميقة في غلاف المشتري الجوي. كما توفر تكرارية هذه الاصطدامات مؤشرات مهمة حول تجمعات الكويكبات والمذنبات في النظام الشمسي الخارجي.
تُعرف مواقع الاصطدامات من خلال ظهور بقع داكنة على قرص الكوكب، كما حدث في عام 2009. تستخدم أجهزة الكشف التي تعتمد على حساسات الشحن (CCD) لرصد بقع صغيرة تصل إلى حوالي 300 كيلومتر عرضًا. ويقترح الباحثون، مثل سانشيز-لافاجا وآخرين، استغلال شدة هذه البقع عند الطول الموجي 890 نانومتر، الذي يمكن رصده باستخدام حساسات CCD الحساسة للأشعة تحت الحمراء القريبة أو تلك الحساسة لمجال 2.03–2.36 ميكرومتر والتي تستخدم مرشحات نطاق K.

أما بالنسبة للشهب النيزكية الصغيرة التي لا تترك علامات واضحة على السحب، فإن الانبعاث الضوئي المصاحب لدخولها الغلاف الجوي يستمر لفترة قصيرة تتراوح بين ثانية إلى ثانيتين، مما يستلزم مراقبة مستمرة وعالية التردد لسطح الكوكب لتحديدها. وأشار هيوسوا وزملاؤه إلى أن التلسكوبات ذات قطر 15 إلى 20 سنتيمترًا المزودة بكاميرات ويب أو أدوات تسجيل فيديو تعد من الأدوات المثالية لرصد هذه الظواهر.
تُستفاد المزيد من المعلومات حول تواتر الاصطدامات من خلال دراسة ملاحظات المشتري التاريخية التي تعود للقرنين الثامن عشر والتاسع عشر، خاصة بعد إعادة تفسيرها بناءً على المعارف الحديثة. فعلى سبيل المثال، قام الفلكي المجري إيليس إرزسيبيت بتحليل مراسلات من ثلاثة مراصد مجرية، وحدد ثلاث احتمالات لوقوع اصطدامات في الأعوام 1879 و1884 و1897.
في عام 2007، ربطت بعض الدراسات التموجات الرأسية في حلقات المشتري بتأثيرات اصطدام مذنب شوماخر–ليفي 9، من خلال تحليل تطور هذه التموجات كما رُصدت بواسطة أجهزة مركبات الفضاء "جاليليو" و"كاسيني" و"نيو هورايزنز" التي زارت الكوكب. يُعتقد أن الحلقات تحتفظ بـ"آثار أحفورية" قد تكشف عن اصطدامات سابقة، أو قد تُظهر في المستقبل علامات لاصطدامات لم تُرصد مباشرة.

## المشتري كمكنسة كونية
أبرز اصطدام مذنب شوماخر–ليفي 9 دور كوكب المشتري كمكنسة كونية أو حاجز يحمي النظام الشمسي الداخلي. يجذب جاذبيته القوية العديد من المذنبات والكويكبات الصغيرة للاصطدام به، ويُقدّر أن معدل الاصطدامات على المشتري أعلى بمقدار يتراوح بين 2000 و8000 مرة مقارنة بالأرض.
تُعتقد أن انقراض الديناصورات غير الطيرية في نهاية العصر الطباشيري نتج عن حدث اصطدام كبير هو حدث الانقراض الطباشيري-الباليوجيني، الذي شكّل فوهة شيكسولوب. ويُعتقد أن المشتري يحمي الأرض من الأجسام المؤثرة المحتملة، مما يقلل من تكرار مثل هذه الكوارث ويساعد في تطور الحياة المعقدة.
ومع ذلك، أظهرت دراسات في 2009 أن وجود كوكب أصغر في موقع المشتري قد يزيد من معدل الاصطدامات على الأرض، بينما يُعتقد أن كوكب بحجم المشتري يوفر حماية أكبر ضد الكويكبات، لكن التأثير الإجمالي على الأجسام المدارية في النظام الشمسي غير واضح، مما يطرح تساؤلات حول دور المشتري الحقيقي في حماية الأرض. تُظهر الدراسات الديناميكية أن وجود المشتري يقلل من تكرار اصطدام الأجسام القادمة من سحابة أورت بالأرض، رغم أن الأجسام القريبة من الأرض تشكل تهديدًا أكبر.

## روابط خارجية
- وكالة ناسا – تلسكوب هابل يوثق اصطدامًا نادرًا في كوكب المشتري (2009)
- هابل يرصد اصطدامًا نادرًا على كوكب المشتري – وكالة ناسا (NASA Science)
- هل نحتاج حقًا إلى كوكب المشتري؟ – مجلة سكاي آند تلسكوب (Sky & Telescope)
- لماذا تدين البشرية بالكثير لكوكب المشتري؟ – موقع Big Think
- فرضية "الأرض النادرة" – مختبر الفيزياء بجامعة واشنطن (NPL)
- فرضية الأرض النادرة – موقع Explaining Science